# Sýpka v Jevišovicích
Barokní sýpka v Jevišovicích byla postavena v polovině 18. století jako součást hospodářského dvora jevišovického panství. Do seznamu kulturních památek byla zapsána v roce 1973, nyní je v majetku Muzea města Brna.

## Popis

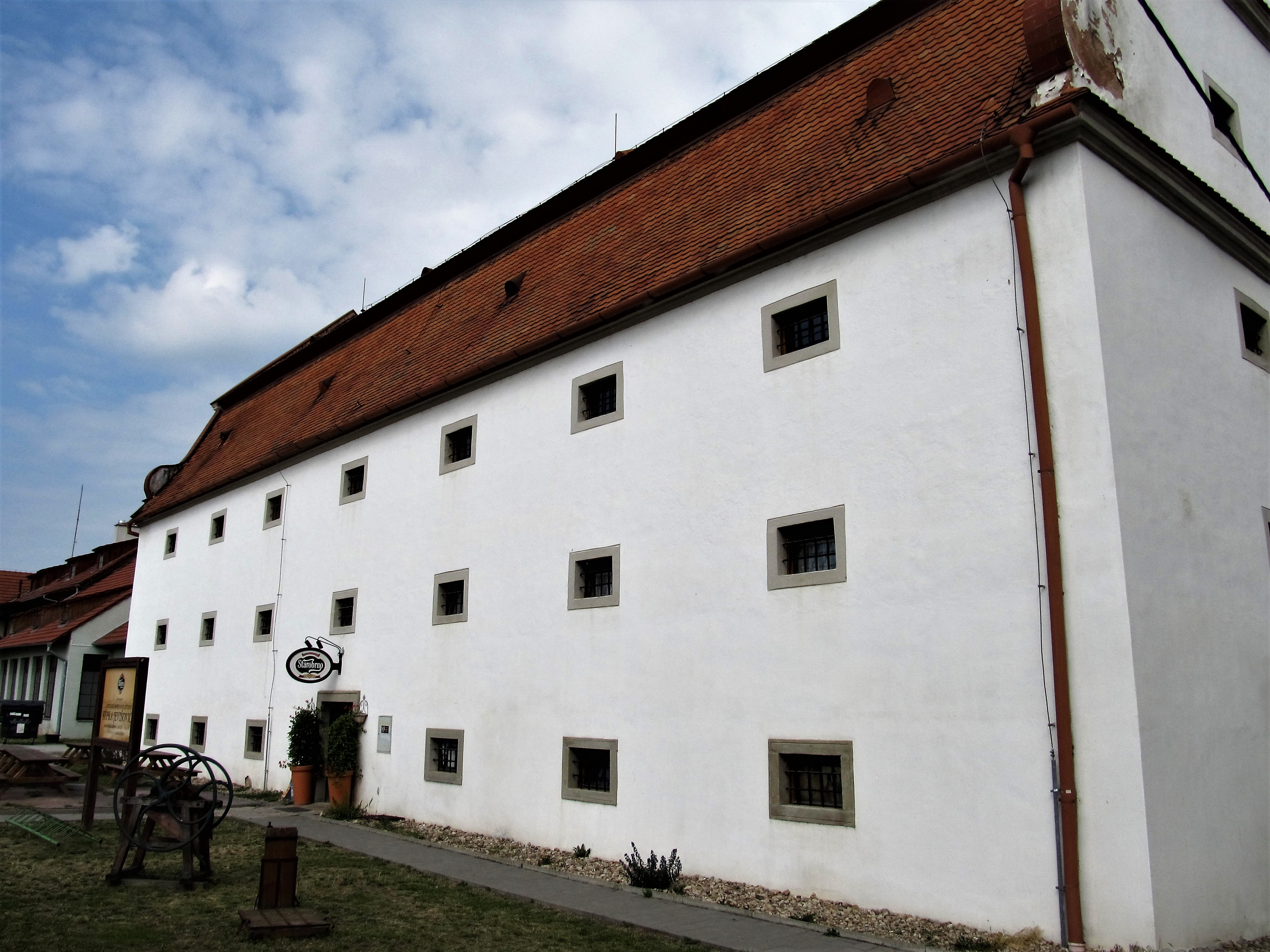
Pohled na sýpku z nádvoří bývalého hospodářského dvora

Sýpka spolu s kostelem svatého Josefa tvoří výraznou pohledovou dominantu jižní části náměstí Františka Štursy v Jevišovicích. Původně zde stával panský dvůr, sýpka byla jako mohutná dvoupatrová budova s volutovými štíty zbudována v 18. století. Přesné datum vzniku není známo, ale pozdějším dendrologickým průzkumem dřevěných prvků byla stanovena doba přibližně kolem roku 1750. Tomu by odpovídal i alianční erb tehdejších majitelů panství, hraběte Jana Ugarta a jeho manželky Marie Vilemíny de Souches (erb je umístěn nad vchodem do sýpky z náměstí).
Ve 20. století sýpka i přes dílčí úpravy chátrala, zásadní rekonstrukce se dočkala po roce 2000 díky iniciativě Svazku obcí Jevišovicka, který byl také hlavním investorem stavebních oprav. Sýpka je nyní v majetku Muzea města Brna a funguje jako multifunkční centrum, a to jak kulturní, sportovní, společenské i informační. V objektu sýpky je kromě restaurace také možnost ubytování.